# Oratorie
Oratoria (în latină oratoria, „vorbire”) este arta de a vorbi convingător și frumos, de a ține un discurs de către o persoană în fața unui grup de ascultători. În mod tradițional, oratoria este considerată parte a artei persuasiunii. Oratoria a fost dezvoltată în Roma Antică, Grecia Antică și America Latină. Gânditorii proeminenți din aceste țări au influențat evoluția artei oratorice. În prezent, sunt dezvoltate tehnologii, cum ar fi videoconferințe, prezentări multimedia și alte forme netradiționale.

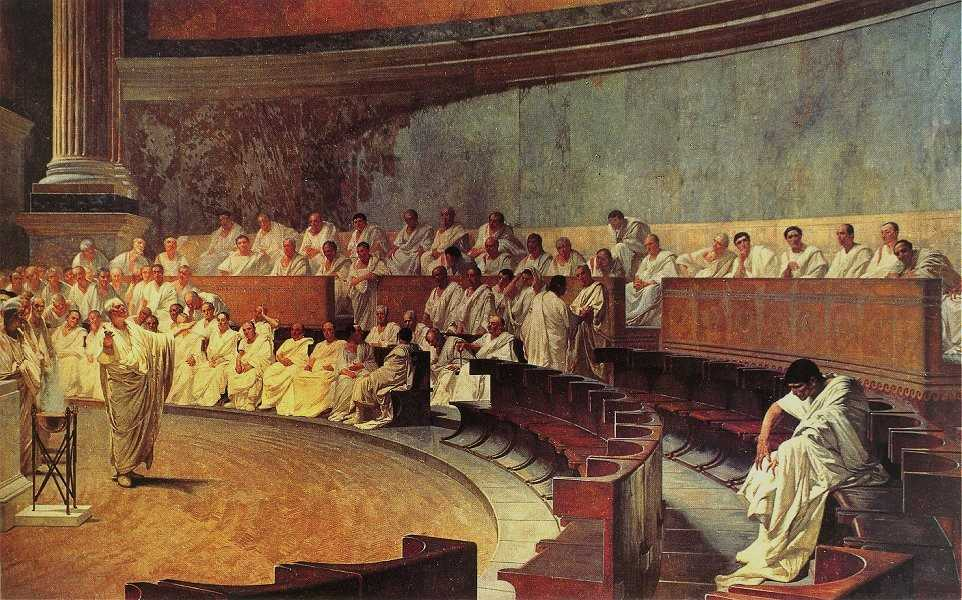
Oratorul roman Cicero vorbește în fața Senatului Roman.
Cicero Denounces Catiline (1889), frescă, autor: Cesare Maccari

## Părțile discursului oratoric

### Exordium
Prima parte a unui discurs, care urmărește câștigarea atenției și bunăvoința auditorului. Face apel la sensibilitatea și bunăvoința ascultătorilor.

### Propozițiunea
Constă în formularea temei discursului în termeni scurți, preciși și clari. Poate căpăta și forma unei sentințe. Este o enunțare a temei. 

### Diviziunea
Constă în alăturarea părților mari ale discursului pentru ca auditoriul să poată urmări cu mai multă ușurință tema tratată.

### Narațiunea
Este partea discursului în care oratorul dezvoltă tema și confirmă cele anunțate prin exordiu și prin propozițiune. După viziunea anticilor, narațiunea trebuie să aibă trei calități esențiale. Să fie concisă, clară și verosimilă.

### Argumentația
Sau confirmarea probelor. Constituie partea discursului în care se probează tot ce s-a spus în propozițiune și s-a dezvoltat în narațiune.

### Perorația
Are un caracter practic, de aceea, epilogul va fi conceput și rostit încât să solicite la maximum puterea de sinteză, de concentrare, a argumentelor și totodată să angajeze  personalitatea oratorului, atât rațional cât și afectiv. Perorația este partea finală a unui discurs, caracterizată printr-un stil  retoric și un ton însuflețit [și emfatic], menit să capteze interesul și adeziunea publicului.

## Anxietatea vorbirii în public
Frica de a vorbi în public este cunoscută sub numele de anxietate de a vorbi în public sau glosofobie. Anxietatea vorbirii în public are o serie de cauze, inclusiv diferențele individuale, noutatea, orientarea cognitivă și caracteristicile publicului.